# E73 (európai út)
Az E73-as európai út egy észak-dél irányú európai út, amely Budapestet, és a horvátországi Opuzent köti össze Bosznia-Hercegovinán keresztül.

## Fekvése
- Magyarország
  -  Budapest
  -  Budapest-Bóly
  -  Bóly-Mohács
  -  Mohács-Udvar

- Horvátország
  -  Dályok-Eszék
  -  Eszék
  -  Eszék-Sredanci
  -  Sredanci-Nagykopanica
  -  Nagykopanica-Slavonski Šamac

- Bosznia-Hercegovina
  -  Šamac-Zenica
  -  Zenica-Kakanj-Szarajevó-Tarčin
  -  Tarčin-Mostar-Čapljina

- Horvátország
  -  Metković-Opuzen

## Képek

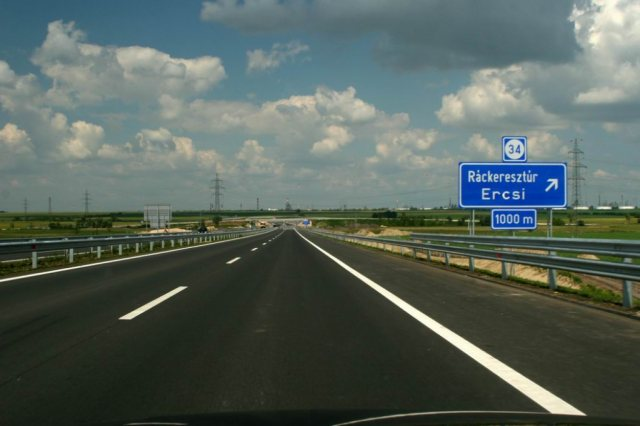
Az út M6-os autópályaként Ráckeresztúr közelében.